# AC長野拍檔
AC長野拍檔 (AC長野パルセイロ，Athletic Club Nagano Parceiro)是位於日本長野縣的足球會。現時他們在日丙作賽，球會名parceiro是葡語中的「拍檔」(即「合作夥伴」)。
舊稱「長野帕塞羅」。AC長野拍檔主場所處球場為南長野體育公園體育場，南長野體育公園體育場可以容納的觀眾的數量為15515人。
2013年球季的日足聯，球會曾取得冠軍，但由於當時未申請到牌照，因此無緣升班。但他們申請牌照後，於2014年球季獲得亞軍，但卻在附加賽敗給了讚岐釜玉海而再次升班失敗。

## 外部連結
- （日語） AC長野拍檔體育俱樂部官方網站 （页面存档备份，存于）